# Uyuni
Uyuni je město v jihozápadní Bolívii, patřící do departementu Potosí. Původně bylo založeno roku 1890 jako obchodní stanice. V roce 2012 zde žilo 10 460 obyvatel. Nachází se nedaleko Salar de Uyuni, největší solné pláně světa. Nedaleko města se rovněž nachází další turistická atrakce, tzv. „hřbitov vlaků“. Ve městě se nachází letiště Aeropuerto Joya Andina.